# Звонари
Это статья — а биологическом роде птиц, а о церковной должности смотреть звонарь 
Звонари (лат. Procnias) — род воробьиных птиц из семейства котинговых. Представители рода распространены в Центральной и Южной Америке.

## Виды
В состав рода включают четыре вида:
- Procnias albus (Hermann, 1783) — Одноусый звонарь
- Procnias averano (Hermann, 1783) — Чернокрылый звонарь, или бородатый звонарь
- Procnias nudicollis (Vieillot, 1817) — Гологорлый звонарь
- Procnias tricarunculatus (J. Verreaux et E. Verreaux, 1853) — Трёхусый звонарь, или трёхусый кузнец